# Tylomys panamensis
Tylomys panamensis är en däggdjursart som först beskrevs av Gray 1873.  Tylomys panamensis ingår i släktet centralamerikanska klätterråttor och familjen hamsterartade gnagare. Inga underarter finns listade i Catalogue of Life.

## Utseende
Ett exemplar var 226 mm lång (huvud och bål) och hade en 199 mm lång svans. Så är arten ungefär lika stor som en brunråtta. Viktuppgifter saknas. I den mörkgråa pälsen på ovansidan är några svarta hår inblandade och den blir fram mot sidorna samt på huvudet ljusare. På strupen, bröstet, buken och benens insida förekommer vit päls och resten av extremiteterna är brun. Vid fingrar och tår finns vita hår. På svansen som saknar hår är den främre delen mörk och en tredje del vid spetsen vit. Arten har en diploid kromosomuppsättning med 52 kromosomer.

## Utbredning och ekologi
Denna gnagare förekommer i södra Panama. Den lever i kulliga områden som ligger cirka 600 meter över havet. Arten är bara känd från två individer som hittades under 1950-talet (information från 2017).
Tylomys panamensis är främst aktiv mellan klockan 21 på kvällen och klockan 6 på morgonen. Under regntiden mellan juni och september lämnar den gömstället oftare. Denna gnagare har frukter och unga växtskott som föda. Habitatet utgörs av regnskogar och andra fuktiga skogar. Uppgifter angående fortplantningssättet saknas.

## Hot
Informationer om möjliga hot saknas. Utbredningsområdet ligger delvis i Darien nationalpark. IUCN kategoriserar arten globalt som otillräckligt studerad.